# Kuivatsaaret (ö i Birkaland)
Kuivatsaaret är en ö i Finland. Den ligger i sjön Keurusselkä och i kommunen Mänttä-Filpula i den ekonomiska regionen  Övre Birkalands ekonomiska region  och landskapet Birkaland, i den södra delen av landet, 210 km norr om huvudstaden Helsingfors. Öns area är 0,9 hektar och dess största längd är 270 meter i nord-sydlig riktning.  Notera att namnet antyder att det är fråga om flera öar.